# 브로모에테인
브로모에탄은 에틸 브로마이드라고도 알려져있는 할로젠화 알켄 화합물이다. 이 화합물은 EtBr으로 줄여 부르기도 한다.